# چشمگان (ورزقان)
چشمگان یکی از روستاهای استان آذربایجان شرقی است که در دهستان جوشین بخش خاروانا شهرستان ورزقان واقع شده‌است.